# 고시지촌
고시지촌(越治村)은 아이치현 가이토군에 설치되었던 촌이다. 현재의 쓰시마시에 해당한다.